# Hermann Schlegel
Hermann Schlegel (Altenburg, Thüringen, 10 juni 1804 - Leiden, 17 januari 1884) was een Duitse natuuronderzoeker, vooral ornitholoog, die een groot deel van zijn leven in Nederland werkte aan het Rijksmuseum van Natuurlijke Historie te Leiden.

## Jeugd en opleiding
Schlegel werd geboren als zoon van een brouwer. Zijn vader was een verwoed vlinderverzamelaar, waardoor de interesse van Hermann voor natuurlijke historie werd aangemoedigd. De toevallige ontdekking van een buizerdnest wekte zijn interesse voor ornithologie en leidde tot een ontmoeting met Christian Ludwig Brehm (1787-1864), vader van de bekende ornitholoog Alfred Edmund Brehm (1829-1884).
Schlegel begon te werken voor zijn vader maar was dit soort werk vrij snel beu. Hij reisde naar Wenen in 1824, waar hij colleges van Leopold Fitzinger en Johann Jakob Heckel bijwoonde aan de universiteit. Een introductiebrief van Brehm aan Joseph Natterer bezorgde hem een plaats in het Naturhistorisches Museum Wien.

## Assistent en conservator van het Rijksmuseum in Leiden
Een jaar na zijn aankomst in dit Weense museum werd hij door de toenmalige directeur, Carl Franz Anton Ritter von Schreibers, aanbevolen bij Coenraad Jacob Temminck, directeur van het Rijksmuseum van Natuurlijke Historie te Leiden, die toen juist op zoek was naar een assistent. In het begin werkte Schlegel voornamelijk in de reptielencollectie, maar al snel hield hij zich met de hele zoölogische collectie bezig. Het was de bedoeling geweest dat Schlegel naar Java werd gestuurd om de Natuurkundige Commissie daar te versterken, maar de plotselinge dood van Heinrich Boie verhinderde dit.

## Directeur van het Rijksmuseum in Leiden
Bij de dood van Temminck in 1858 volgde Schlegel hem op als directeur van het Natuurhistorisch Museum, na 33 jaar onder zijn leiding te hebben gewerkt. Dit ging niet vanzelf. Schlegel had wel wat colleges in Leiden gelopen, maar geen academische examens daar afgelegd. Hij bezat alleen een eredoctoraat verkregen in 1832 van de universiteit van Jena (Duitsland). De universiteit was van mening dat de directeur van het museum een (Leidse) hoogleraar in de zoölogie behoorde te zijn. Daarom werd Schlegel tot gewoon directeur benoemd en boven hem werd een hoogleraar opperdirecteur.
Aan het eind van zijn carrière kreeg hij enkele teleurstellingen te verwerken toen zijn getalenteerde assistent Otto Finsch vertrok naar het Natuurhistorisch Museum van Bremen en toen bleek dat de collecties van het British Museum de verzamelingen van Leiden begonnen te overschaduwen.

## Familie
De echtgenote van Schlegel overleed in 1864. Zij hadden twee zonen. Gustaaf Schlegel (1840-1903) was sinoloog en werd de eerste hoogleraar chinees in Leiden. Leander Schlegel (1844-1913) was componist, pianist en muziekpedagoog.

## Zijn werk
In de periode vóór zijn directeurschap ontmoette Schlegel Philipp Franz von Siebold. Met Von Siebold werkte hij samen aan de Fauna Japonica (1845-1850).
Schlegel was daarnaast sterk geïnteresseerd in Zuidoost-Azië en in 1857 stuurt hij zijn zoon Gustaaf naar China om vogels te verzamelen. Gustav ontdekte daar dat Robert Swinhoe hem al was voor geweest. In 1859 stuurt Schlegel Heinrich Agathon Bernstein uit naar Nieuw-Guinea, opnieuw om vogels te verzamelen. Na de dood van Bernstein in 1865, werd deze opgevolgd door Hermann von Rosenberg.
Schlegel nam een jonge assistent aan, Otto Finsch; in die periode startte hij ook met de publicatie van een wetenschappelijk tijdschrift, Notes from the Leyden Museum, samen met de publicatie van een veertiendelig uitgebreid werk: Muséum d'histoire naturelle des Pays-Bas (1862-1880).
Schlegel beschreef 5 vogelgenera en 98 vogelsoorten waarvan 20 samen met Temminck en nog een aantal met Salomon Müller waaronder numforvlagstaartijsvogel (Tanysiptera carolinae), biakspechtpapegaai(Micropsitta geelvinkiana), prairievalk (Falco mexicanus)  en kleine rivierarend (Icthyophaga humilis). Er zijn ook dieren als eerbetoon naar hem genoemd zoals Schlegels pinguïn (Eudyptes schlegeli) en Schlegels grijpstaartslang (Bothriechis schlegelii).
Schlegel was zelf een uitstekend tekenaar en bracht zijn tekening zelf aan op steen (lithografie). In 1849 stelde hij in een verhandeling regels op schrift waaraan een "natuurkundige teekening" moeten voldoen. De regels betreffen onder andere de afstand tot het object en het organisme moet eruitzien als of het levend en gaaf is, de kleuren moeten echt zijn, de belichting moet goed zijn en de kenmerken die waarschijnlijk individueel zijn moeten worden weggelaten, want de illustratie moet de soort representeren. Schlegel had een fijne neus voor talent en hij nam drie zeer vakkundige illustrators aan: John Gerrard Keulemans, Joseph Smit en Joseph Wolf die als internationaal gewaardeerde kunstenaars in Engeland carrière maakten.
Schlegel beschouwde de soort als onveranderlijk en bijgevolg was hij vanaf de publicatie van Darwins De oorsprong der soorten een verklaard tegenstander van zijn evolutieleer geweest en dit is hij tot aan zijn dood gebleven. Volgens Schlegel was er geen enkel empirisch resultaat bekend dat de soorten uit elkaar voortkwamen. De Engelse natuuronderzoeker Charles Darwin kende Schlegels meningen over soorten en evolutie door opmerkingen van zijn goede vriend, de Britse plantkundige en ontdekkingsreiziger Joseph Dalton Hooker: ‘Ik sprak veel met Schlegel, hij is er vast van overtuigd dat iedere soort in de wereld afzonderlijk geschapen is en door de tijd heen onveranderlijk gebleven is. Hij is tegen het verschijnsel van migratie van dieren en planten’.

## Publicaties (selectie)
- 1834-1850 : Fauna Japonica.
- 1837-1844 : Abbildungen neuer oder unvollstandig bekannter Amfibieën: nach der Natur oder dem Leben entworfen.
- 1837 : Bemerkungen auf einem Ausflug nach Paris im Jahre 1835.
- 1839 : Opmerkingen over Parijs.
- 1849 : Verhandeling over de vereischten van natuurkundige afbeeldingen.
- 1853: Traité de fauconnerie : ouvrage orné de dix sept planches. - Leide : Arnz, 1853. gedigitaliseerde versie van de Universitäts- und Landesbibliothek Düsseldorf.
- 1854 : De zoogdieren geschetst.
- 1854-1858 : De vogels van Nederland. 3 vols.
- 1857-1858 : Handleiding tot de beoefening der dierkunde. 2 vols.
- 1860-1862 : De dieren van Nederland. Gewervelde dieren.
- 1862-1876 : Revue méthodique et critique des collections déposées dans cet établissement. 7 Vols.
- 1863 : De vogels van Nederlandsch Indië beschreven en afgebeeld.
- 1863-1872 : De Dierentuin van het Koninklijk Zoölogisch Genootschap Natura Artis Magistra te Amsterdam zoölogisch geschetst.
- 1868 : Natuurlijke Historie van Nederland. De vogels.
- 1870 : Natuurlijke Historie van Nederland. De kruipende dieren.
- 1870 : Natuurlijke Historie van Nederland. De zoogdieren.
- 1870 : Natuurlijke Historie van Nederland. De Visschen.
- 1872 : De dierentuin van het Koninklijk Zoölogisch Genootschap Natura Artis Magistra te Amsterdam. De vogels. De zoogdieren. De kruipende dieren. Met historische herinneringen van P.H. Witkamp.